# Ambivalence
『ambivalence』（アンビバレンス）は、崎谷健次郎の通算5枚目のオリジナル・アルバム。1991年4月21日に発売された。

## 概要
前作『ただ一度だけの永遠』から1年ぶり、英題のアルバムタイトル採用は2年ぶりとなった。プロデュースは、崎谷健次郎。
CDは既に廃盤となっているが、2018年にデジタルリマスターされた音源が配信サービスで入手可能である。

## 制作
シンセサイザーを多用した崎谷らしさ溢れるポップ・テイストを前々作の『KISS OF LIFE』よりも更に聴きやすくシンプルに前進させ、ゲスト・ミュージシャンを際立たせる起用法でエンドユーザーの聴く耳を驚かせる内容となった。
種ともことの何気ない会話を大胆にサンプリングした「LOVELY PETRUSHUKA」、通常のバックコーラスの域を越え、朋友・楠瀬誠志郎と上田浩恵との音楽ユニットのように思わせる「1980年の放課後」、朋友・KATSUMIの歌と崎谷の歌のバトルが耳に心地いい「狂えるSEPTEMBER」など、実験作に溢れる楽曲が並んでいるが、これまでの崎谷の世界観を感じさせる楽曲もたくさん含まれており、本作を聴き終えた後に次作への期待も高まる全11曲となっている。既発楽曲のシングルがリミックスされているのも前作同様変わりはない。
編曲が外部ミュージシャンとの連名作品がなくなり自身だけのものであることやシングル関連曲以外は自身による作詞であることも本作の大きな特徴となっている。
「意味」は、原田知世の1990年のアルバム『Blue In Blue』に提供した「夢迷賦」のセルフカバー曲。三柴理とのピアノ連弾となっており、本作への収録にあたって、斉藤由貴が歌詞を新たに提供している。斉藤も1991年12月に発売した自身のアルバム『LOVE』にて「意味」を崎谷と同じく三柴の編曲によりセルフカバーしている。

## 収録曲
特記以外作詞・作曲・編曲：崎谷健次郎／作詞：松井五郎（2,4,6,11）斉藤由貴（7）
1. LOVELY PETRUSHUKA
2. 孤独(さみしさ)の標的（Remix）
3. 科学的恋愛
4. きみのために僕がいる（Remix）
5. SWEET EFFECTION
6. 25:00の嵐
7. 意味
8. 1980年の放課後
9. 潮騒の時（THE SOUND OF WAVE）
10. 狂えるSEPTEMBER
11. 夜のない一日（Remix）